# Molitva
«Molitva» (en serbio cirílico: Молитва; en español: «Plegaria») es una canción de la cantante serbia Marija Šerifović escrita por Vladimir Graić y Saša Milošević Marela. Fue la canción ganadora del Festival de la Canción de Eurovisión 2007. Fue el debut de Serbia en Eurovisión como una nación independiente; Serbia y Montenegro se había disuelto en junio de 2006. La canción fue publicada como un sencillo en formato CD en nueve versiones diferentes el 27 de junio de 2007 por Connective Records.

## Antecedentes

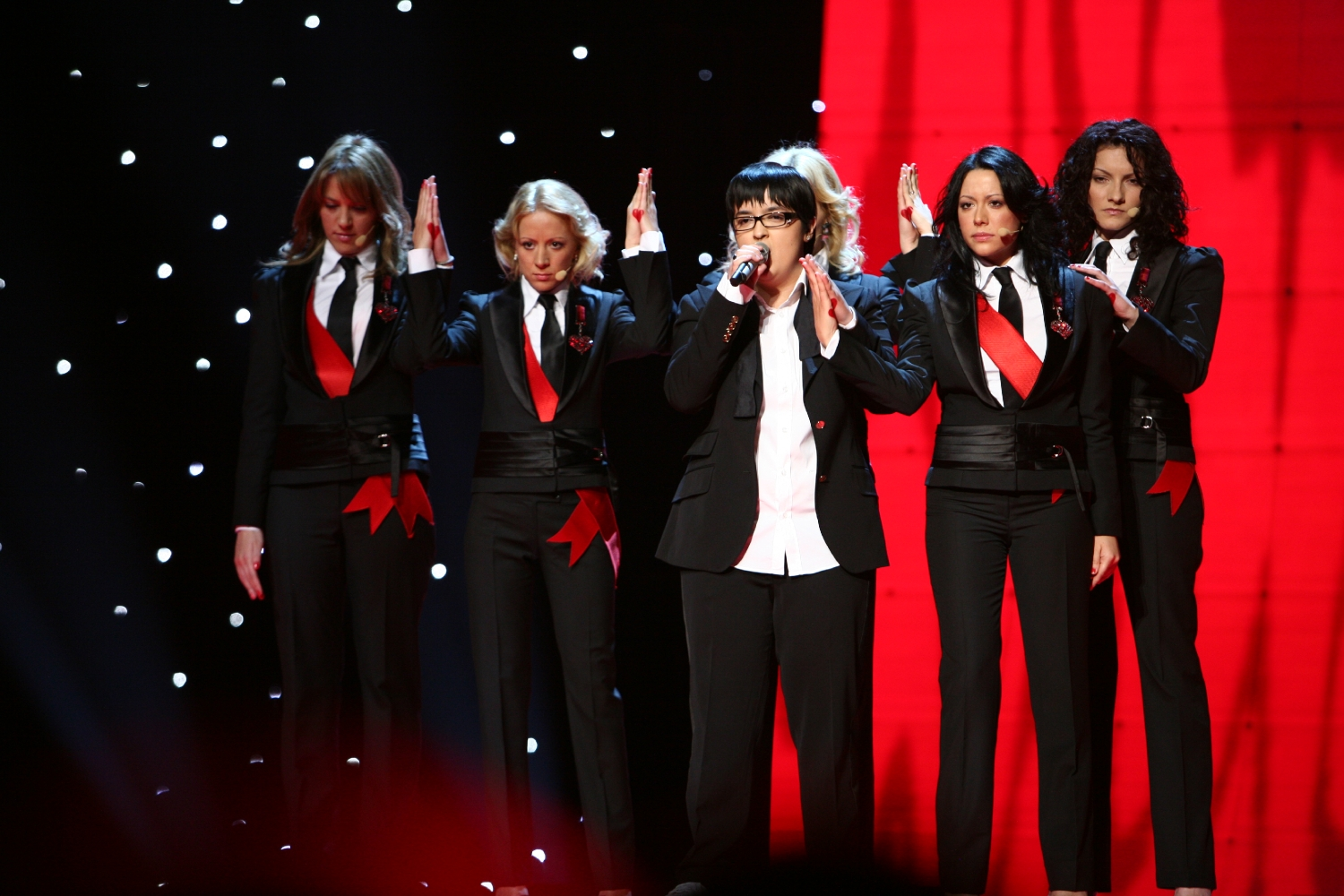
Marija, interpretando Molitva en Eurovisión 2007 para Serbia.

Molitva fue la primera canción completamente en el idioma nacional, sin partes en inglés, que consiguió la victoria desde 1998. Fue además la primera balada que ganó desde que empezó el televoto. Muchos elementos de “Molitva” contrastaron con el anterior ganador de Eurovisión: “Hard Rock Hallelujah”.
La interpretación de Marija fue complementada por la presencia de cinco coristas femeninas, que después se unieron para formar el grupo Beauty Queens.
Dos días después de la final, la canción fue acusada de posible plagio de la canción albanesa "Ndarja" de la artista Soni Malaj. Esto fue firmemente negado por Marjan Filipovski, la compositora macedonia de Ndarja.

## Otras versiones
La versión inglesa de la canción se llama "Destiny", la rusa se llama "Молитва" (Molitva). La finesa se llama "Rukoilen" y fue interpretada por las Beauty Queens, no Marija. También se realizó una versión dance y una remezcla llamada "Jovan Radomir mix" del presentador de televisión sueco Jovan Radomir, quien también escribió la letra en inglés. También se realizó una versión instrumental y una para karaoke. La banda inglesa Oompah Brass grabó una versión instrumental de Molitva en su álbum Oompocalypse Now (2008), presentado en el Festival de Cerveza de Belgrado 2007.

## Uso de la canción
«Molitva» también fue interpretada para otros muchos éxitos que Serbia tuvo en el año 2007. Fue interpretada en una fiesta de bienvenida para los tenistas serbios después de su éxito en el Open francés.
En la final de Eurovisión 2008, que tuvo lugar el 24 de mayo en Belgrado, Marija cantó «Molitva» para dar inicio a la gala.
Un instrumental de diez segundos de la canción se emplea en las cortinillas de continuidad entre programas de la televisión RTS.
En la segunda semifinal del Festival de Eurovisión 2012 celebrado en Bakú, Azerbaiyán, Marija interpretó «Molitva» acompañada de instrumentos típicos azeríes en el intermedio de la gala como parte de un popurrí de canciones ganadoras de Eurovisión.